# Paterna Club de Fútbol
Paterna Club de Fútbol es un equipo de fútbol español localizado en Paterna, en la comunidad autónoma de Valencia. Fundado en 1928, actualmente milita en la Liga Comunitat Disputa los partidos como local en el Estadio Municipal Gerardo Salvador. El club es famoso por forjar jóvenes promesas desde los inicios de su historia.

## Temporadas
| Temporada | Nivel | División | Posición | Copa del Rey |
| --------- | ----- | -------- | -------- | ------------ |
| 1934–1970 | —     | Regional | —        |              |
| 1970/71   | 4     | Pref.    | 15°      |              |
| 1971/72   | 4     | Pref.    | 4°       |              |
| 1972/73   | 4     | Pref.    | 7°       |              |
| 1973/74   | 4     | Pref.    | 9°       |              |
| 1974/75   | 4     | Pref.    | 3°       |              |
| 1975/76   | 4     | Pref.    | 3°       |              |
| 1976/77   | 4     | Pref.    | 4°       |              |
| 1977/78   | 4     | 3ª       | 10°      |              |
| 1978/79   | 4     | 3ª       | 19°      |              |
| 1979/80   | 4     | 3ª       | 20°      |              |
| 1980/81   | 4     | 3ª       | 15°      |              |
| 1981/82   | 4     | 3ª       | 13°      |              |
| 1982/83   | 4     | 3ª       | 16°      |              |
| 1983/84   | 4     | 3ª       | 20°      |              |
| 1984/85   | 5     | Pref.    | 17°      |              |
| 1985/86   | 6     | 1ª Reg.  | 6°       |              |
| 1986/87   | 6     | 1ª Reg.  | 3°       |              |
| 1987/88   | 6     | 1ª Reg.  | 3°       |              |
| 1988/89   | 6     | 1ª Reg.  | 11°      |              |

| Temporada | Nivel | División | Posición | Copa del Rey |
| --------- | ----- | -------- | -------- | ------------ |
| 1989/90   | 6°    | 1ª Reg.  | 1°       |              |
| 1990/91   | 5     | Pref.    | 1st      |              |
| 1991/92   | 4     | 3ª       | 15°      |              |
| 1992/93   | 5     | Pref.    | 12°      |              |
| 1993/94   | 5     | Pref.    | 18°      |              |
| 1994/95   | 6     | 1ª Reg.  | 3°       |              |
| 1995/96   | 6     | 1ª Reg.  | 3°       |              |
| 1996/97   | 6     | 1ª Reg.  | 16°      |              |
| 1997/98   | 6     | 1ª Reg.  | 2°       |              |
| 1998/99   | 5     | Pref.    | 7°       |              |
| 1999/00   | 5     | Pref.    | 1°       |              |
| 2000/01   | 5     | Pref.    | 3°       |              |
| 2001/02   | 5     | Pref.    | 12°      |              |
| 2002/03   | 5     | Pref.    | 3°       |              |
| 2003/04   | 5     | Pref.    | 1°       |              |
| 2004/05   | 4     | 3ª       | 18°      |              |
| 2005/06   | 5     | Pref.    | 2°       |              |
| 2006/07   | 5     | Pref.    | 10°      |              |
| 2007/08   | 5     | Pref.    | 5°       |              |
| 2008/09   | 5     | Pref.    | 1°       |              |

| Temporada | Nivel | División | Posición | Copa del Rey |
| --------- | ----- | -------- | -------- | ------------ |
| 2009/10   | 5     | Pref.    | 3°       |              |
| 2010/11   | 5     | Pref.    | 10°      |              |
| 2011/12   | 5     | Pref.    | 7°       |              |
| 2012/13   | 5     | Pref.    | 1°       |              |
| 2013/14   | 4     | 3ª       | 4°       |              |
| 2014/15   | 4     | 3ª       | 15°      |              |
| 2015/16   | 4     | 3ª       | 14°      |              |
| 2016/17   | 4     | 3ª       | 16°      |              |
| 2017/18   | 4     | 3ª       | 13°      |              |
| 2018/19   | 4     | 3ª       | 13°      |              |
| 2019–20   | 4     | 3ª       | 16°      |              |

- 16 temporadas en Tercera División